# Ana Harlamenco
Ana Harlamenco (în rusă Анна Харлампиевна Харламенко) (n. 15 iulie 1960, orașul Comrat) este o jurnalistă și om politic găgăuz din Republica Moldova, care a îndeplinit funcția de președinte al Adunării Populare a UTA Gagauz-Yeri din 2008 până în 2012.

## Activitatea politică
Ana Harlamenco s-a născut la data de 15 iulie 1960, în orașul Comrat. După absolvirea Liceului nr. 6 din Comrat în anul 1976, a urmat cursurile Institutului de Arte "Gavriil Musicescu" din Chișinău (1979-1983), specialitatea de director cultural. Ulterior a efectuat studii la Academia Internațională de Economie și Drept, specializarea jurnalism (1996-1998).
După absolvirea facultății, a lucrat drept jurnalist corespondent al ziarului "Ленинское слово" ("Cuvântul leninist") (1984-1989). Odată cu manifestarea tendințelor separatiste în Găgăuzia, Ana Harlamenco a devenit director al postului de televiziune "Găgăuz TV" (1990-2000). În paralel, între anii 1996-1998, a îndeplinit funcția de secretar de presă al Comitetului Exevutiv al Găgăuziei.
În perioada 2001-2006 a predat ca profesor la Universitatea de Stat din Comrat. În această perioadă, a îndeplinit și funcțiile de director-adjunct al Liceului Sportiv de Comrat (2002-2003) și director-adjunct al Administrației găgăuze pentru tineret și sport (2003-2004). Începând din anul 2005, Ana Harlamenco a îndeplinit funcția de redactor-șef al ziarului “Capitala Comrat”. În anul 2007 a fost aleasă drept cel mai bun jurnalist al Republicii Moldova.
La alegerile din 16 martie 2008, Ana Harlamenco a candidat ca independentă pentru scaunul de deputat în cadrul Adunării Populare din UTA Găgăuzia, în circumscripția Comrat III, obținând 1.009 voturi în primul tur (adică 43.38%), față de principalul contracandidat, independentul Boris Novac, care a obținut 525 voturi (adică 22.57%). În al doilea tur de scrutin din 30 martie 2008, ea a strâns 1.423 voturi (62.22%), în timp ce pentru Boris Novac au votat doar 864 alegători (37.78%) .
După patru alegeri ratate pentru postul de președinte al legislativului găgăuz , ca urmare a regrupării deputaților, la data de 31 iulie 2008, toți cei 30 deputați din Adunarea Populară care au fost prezenți la ședință au ales-o pe deputata Ana Harlamenco în funcția de președinte al Adunării Populare a Găgăuziei, una din cele doua funcții de vicepreședinte revenind liderului comuniștilor din autonomie, Demian Caraseni, iar cea de-a doua deputatei Elena Covalenco, din partea mișcării "Ravnopravie" .
Ea a mai fost aleasă deja de două ori înainte cu 18 voturi pentru, dar liderul fracțiunii comuniștilor în APG, Demian Caraseni, împreună cu cei 16 susținători ai săi, nu recunoștea alegerea Anei Harlamenco. Deputații comuniști îl considerau președinte pe Caraseni, ales cu majoritate de voturi la data de 12 iulie 2008, dar aceasta decizie a fost ulterior revăzută, deoarece mai multe buletine de vot au fost declarate nevalabile.